# Klemm Kl 25
Klemm Kl 25 – niemiecki samolot sportowy i szkoleniowy, jednosilnikowy dolnopłat opracowany przez Klemm Leichtflugzeugbau Gmbh w Boeblingen w 1928 roku.

## Historia
Pierwsze egzemplarze wyposażone były w 20 konny silnik Mercedesa. 15 egzemplarzy wyeksportowano do Wielkiej Brytanii, 28 dalszych zbudowano na licencji.

## Użytkownicy
- III Rzesza – Luftwaffe
- Wielka Brytania – British Klemm Aeroplane Company B.K. Swallow
- Stany Zjednoczone – Aeromarine-Klemm AKL-25